# Donata Karalienė
Donata Karalienė, född Vištartaitė den 11 juni 1989, är en litauisk roddare.

## Karriär
Karalienė tävlade för Litauen vid olympiska sommarspelen 2012 i London, där hon slutade på 8:e plats i singelsculler. 
Vid olympiska sommarspelen 2016 i Rio de Janeiro tog Karalienė tillsammans med Milda Valčiukaitė brons i dubbelsculler. Vid olympiska sommarspelen 2020 i Tokyo slutade Karalienė på fjärde plats tillsammans med Milda Valčiukaitė i dubbelsculler.
I maj 2023 vid EM i Bled tog Karalienė silver tillsammans med Dovilė Rimkutė i dubbelsculler. I september 2023 tog de även silver i dubbelsculler vid VM i Belgrad. I april 2024 tog de silver i dubbelsculler vid EM i Szeged.